# Pennock Island

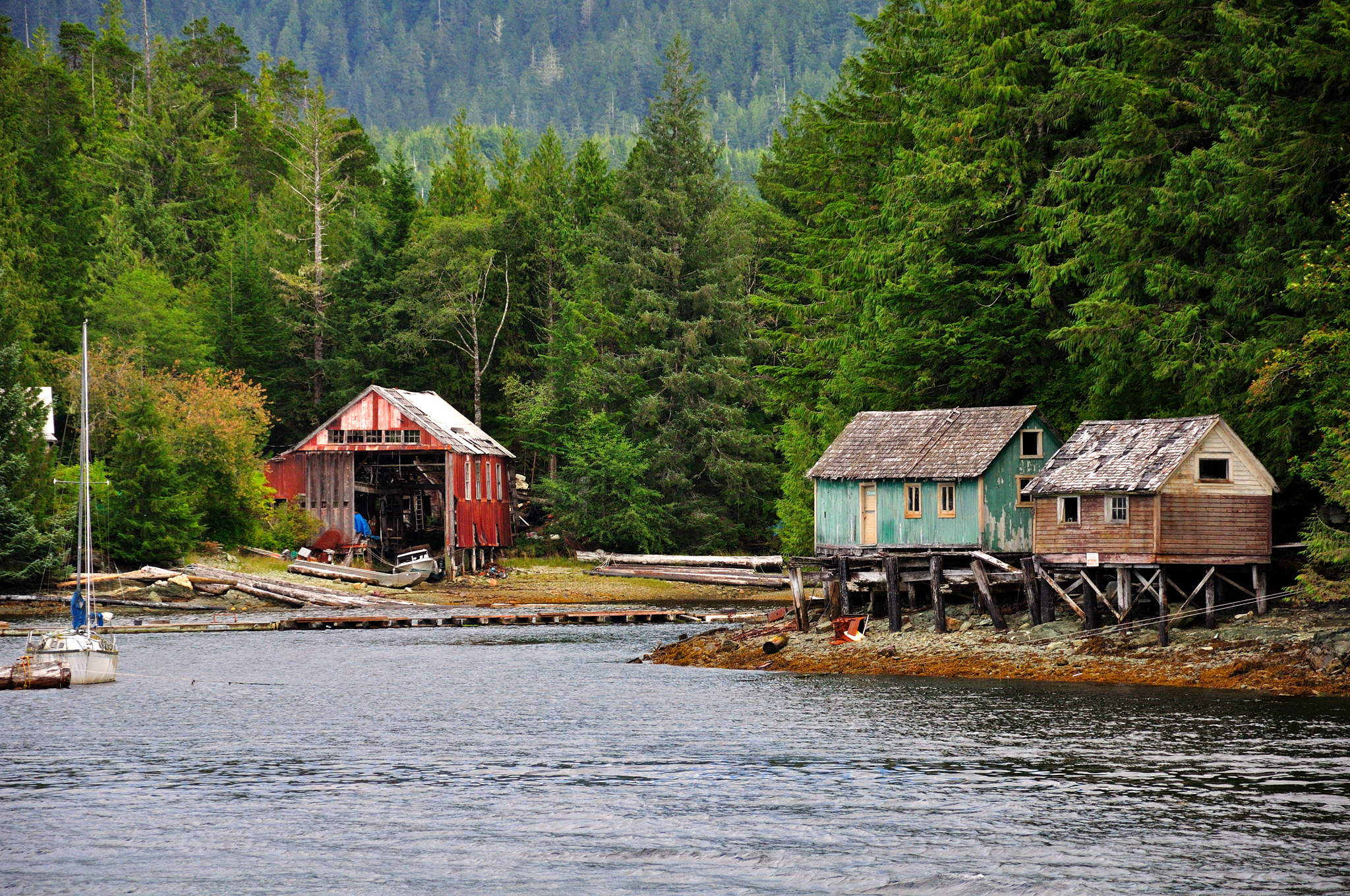
Pennock Island in Ketchikan in augustus 2009

Pennock Island is een eiland in de Alexanderarchipel in de Alaska Panhandle in het zuidoosten van Alaska in de Verenigde Staten.

## Geografie
Het eiland ligt in de Tongass Narrows tussen Revillagigedo Island in het noordoosten en Gravina Island in het zuidwesten. Respectievelijk ten noorden en oosten van het eiland liggen op de zuidkust van Revillagigedo Island de plaatsen Ketchikan en Saxman. Het eiland ligt in de Ketchikan Gateway Borough en bestaat voor het grootste uit openbaar land dat wordt beheerd door het Tongass National Forest.
Het eiland is vrij laag en bebost, de zuidkust is steil. Het heeft een lengte van 4,8 kilometer en is 0,4 tot 1 kilometer breed. California Rock ligt ongeveer 800 meter van het oostelijke uiteinde van het eiland. Het eilandje East Clump ligt aan de westkant van het eiland. Een paar huizen liggen verscholen in het dichte bos; er is minimale menselijke bewoning.

## Geschiedenis
Het werd rond 1895 vernoemd naar de goudzoeker Homer Pennock door kapitein W.E. George, een lokale piloot. De voorouderlijke tribale begraafplaats van de Taan ta Kwaan en de Sanyaa Kwáan bevinden zich op Pennock Island.